# St. Andreas (Kirchheim bei München)

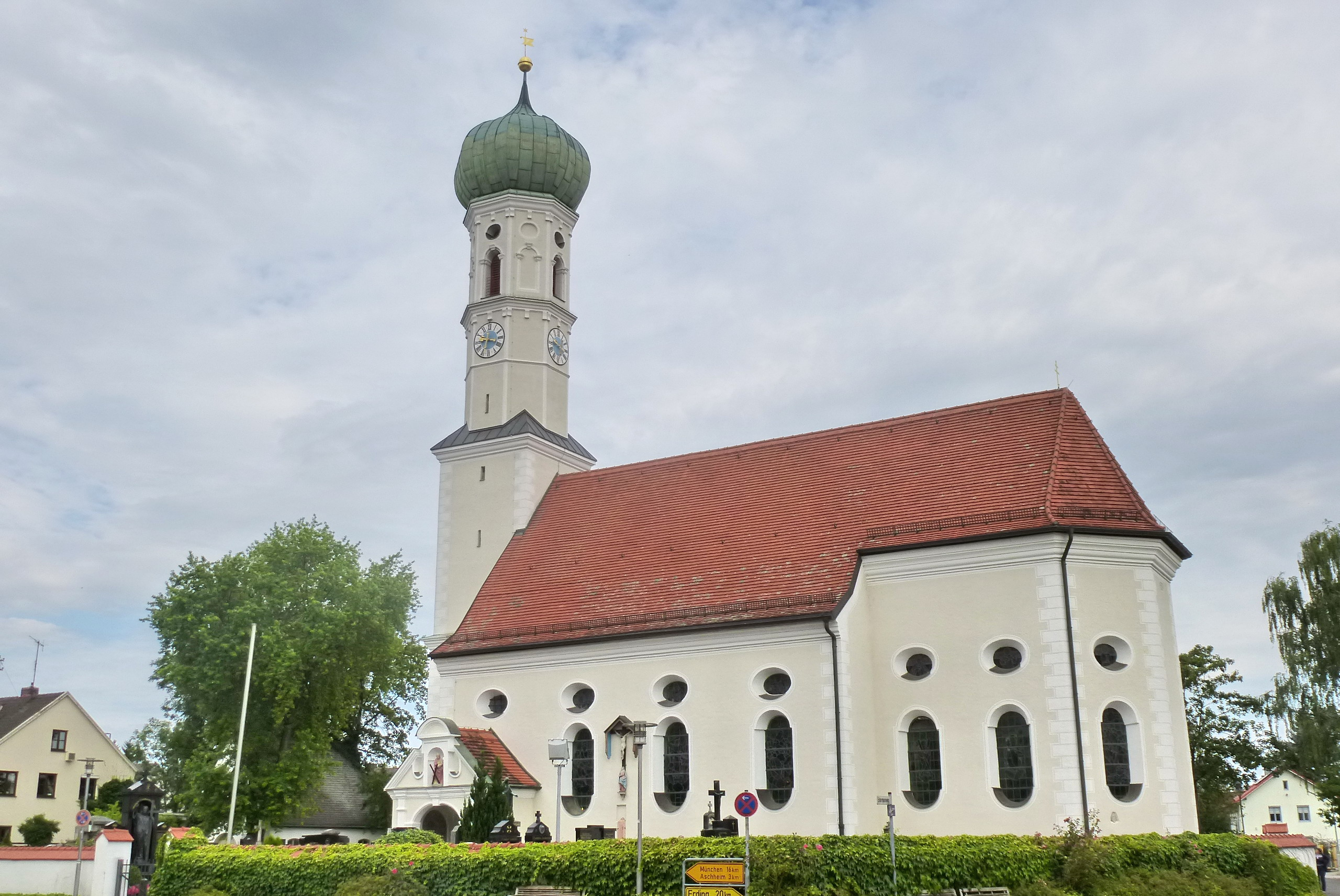
St. Andreas in Kirchheim bei München

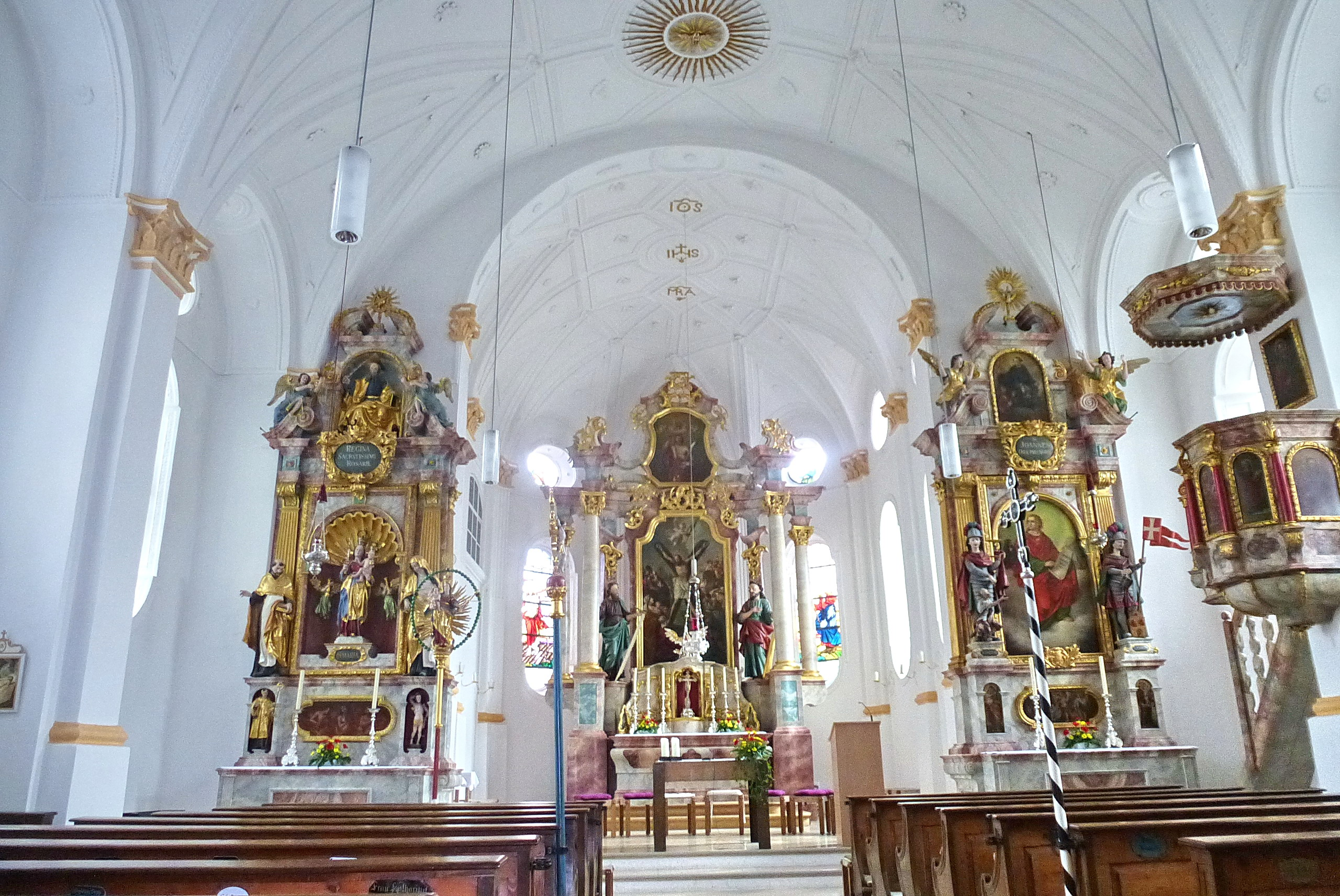
Innenansicht

Die römisch-katholische Pfarrkirche St. Andreas steht in Kirchheim bei München im oberbayerischen Landkreis München. Sie ist in der Liste der Baudenkmäler in Kirchheim bei München als Nummer D-1-84-131-1 eingetragen. Die Kirche gehört zum Dekanat München-Nordost im Erzbistum München und Freising.

## Beschreibung
Die barocke Saalkirche wurde in den Jahren 1675 bis 1681 erbaut. Sie besteht aus dem Langhaus, dem eingezogenen, dreiseitig geschlossenen Chor im Osten, der Sakristei mit dem darüber liegenden Oratorium an der Nordwand des Chors und dem Kirchturm auf quadratischem Grundriss im Westen. Der untere, vom spätgotischen Vorgängerbau stammende Teil des Turms wurde um zwei achteckige Geschosse erhöht und mit einer Zwiebelhaube bedeckt.
Die Innenräume von Langhaus und Chor sind mit Stichkappengewölben überspannt. Der um 1770 gebaute Hochaltar wird von den Skulpturen des Apostels Andreas und des Judas Thaddäus flankiert. Auf dem Altarretabel ist die Kreuzigung des Apostels Andreas dargestellt. 

## Orgel

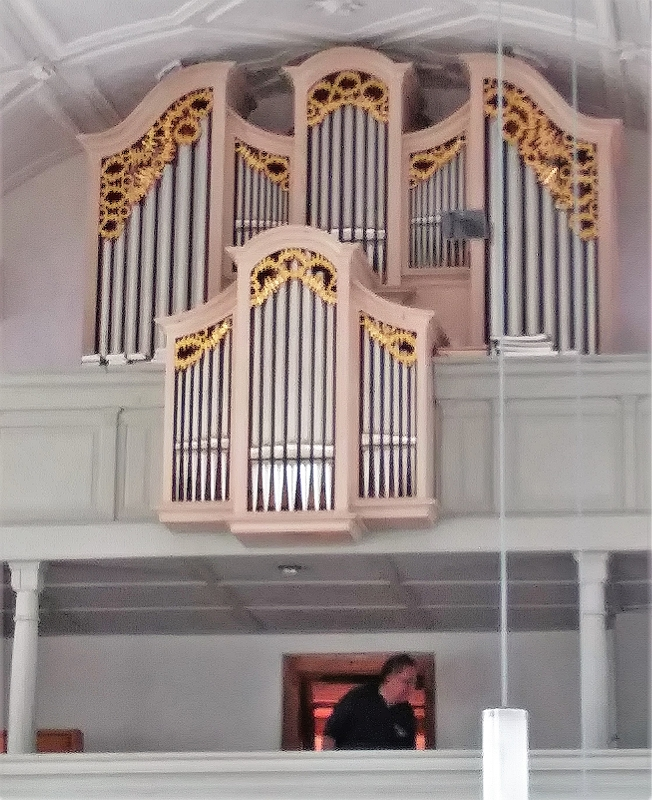
Die Staller-Orgel

Die Orgel mit 15 Registern auf zwei Manualen und Pedal wurde von Anton Staller im Jahr 1997 neu gebaut. Die Disposition lautet:
| I Hauptwerk |       |            |
| Prinzipal   | 8′    |            |
| Rohrflöte   | 8′    |            |
| Octav       | 4′    |            |
| Superoctav  | 2′    |            |
| Mixtur III  | 1 ⁄3′ |            |
| Quinte      | 1 ⁄3′ | [ Anm. 1 ] |
| Schalmey    | 8′    |            |

| II Rückpositiv |        |
| Holzgedeckt    | 8′     |
| Prinzipal      | 4′     |
| Holzflöte      | 4′     |
| Quinte         | 2 ⁄3′  |
| Flautino       | 2′     |
| Terz           | 1 3⁄5′ |
| Vox humana     | 8′     |
| Tremulant      |        |

| Pedal  |     |
| Subbaß | 16′ |

- Koppeln: II/I, I/P, II/P
- Bemerkungen: Schleiflade, mechanische Spiel- und Registertraktur

Anmerkungen
1. ↑  Vorabzug